# Being Erica
Being Erica fue una serie de televisión canadiense creada por Jana Sinyor y emitida por la cadena CBC desde el 5 de enero de 2009. Duró cuatro temporadas, de trece episodios la primera temporada, doce la segunda, trece la tercera y once la cuarta. La temporada final, concluyó el 12 de diciembre de 2011.

## Sinopsis
La serie comienza cuando la protagonista, Erica Strange (Erin Karpluk), a sus 32 años es despedida del trabajo y plantada por su novio, terminando por diferentes circunstancias en un hospital lamentando su vida. Ahí conoce a un terapeuta, el Doctor Tom, quien le propone tratarla con un curioso método: la manda al pasado para revivir los momentos de los que ella se arrepiente y tener la posibilidad de cambiar sus malas decisiones.

## Ficha artística

### Personajes principales
- Erica Strange (Erin Karpluk): Es la protagonista de la serie, tiene más de treinta años, es soltera y judía. Al perder su trabajo analiza su vida y siente que ha fracasado en mayor medida por las malas decisiones que ha tomado durante los años. Para solucinarlo empieza a ir a un terapeuta, el Dr. Tom, que le ayuda a ganar confianza y analizar sus opciones y mejorar así en su toma de decisiones. En el último episodio de la primera temporada tiene problemas con éste dejando de ser su terapeuta y dejando esta temporalmente la terapia. Consigue mejorar en el amor y encontrar pareja, Ethan; así como su trabajo, editora en una editorial. En el final de la segunda temporada pierde su empleo y su pareja, pero esta vez es diferente, Erica ha cambiado.

- Dr. Tom Wexlar (Michael Riley): Es el terapeuta de Erica. La terapia que usa con ella consiste en llevar al pasado a Erica analizando sus decisisones tomadas, para ayudarla a tomar las elecciones en el presente, modelando su actitud y mejorándola a lo largo de la terapia. Suele utilizar citas célebres, lo que le molesta en ocasiones a Erica, por no hablarla claramente. Antes de ser terapeuta, en su vida tenía problemas con un trabajo que usaba para evitar su vida familiar por los problemas que tenía con su hija, Sara. Su despacho, la tiene decorada como una biblioteca.

- Julianne Giacomelli (Reagan Pasternak): Redactora jefe del departamento de No Ficción de la Editorial River Rock, y jefa de Erica. En principio, tienen una muy mala relación, pero gracias al buen trabajo de Erica y los buenos resultados de Julianne frente a sus superiores, hace que vaya mejorando su relación. En el final de la segunda temporadas, Erica y ella son despedidas, y empiezan a estudiar la posibilidad de crear una editorial.

- Adam Fitzpatrick (Adam Fergus): Temporada 3: Es un paciente de la terapia de grupo que el Doctor Tom empieza a usar con Erica. Se produce un acercamiento, en ocasiones antagónico en otras amistoso. Amam es fuerte, decorador. Antes de la terapia es un matón al servicio de un mafioso. La relación entre ellos hace que se vaya afinando, gracias a las ayudas que se prestan entre ellos y los conocimientos que aprenden en la terapia.

### Personajes secundario
- Gary Strange: (John Boylan): Es el padre de Erica. En su juventud era un hippie liberal y entusiasta de la marihuana. En la actualidad es rabino. Se casó con Barbara Strange, anteriormente también hippie; con quien tuvo tres hijos: Leo (que murió tres meses antes de divorciarse), Erica y Samantha. Su divorcio se produjo al haber sido infiel.

- Barbara Strange (Kathleen Laskey): Es la madre de Erica. Su relación con Erica ha sido en ocasiones un poco tensa. Erica, antes de enterarse de la infidelidad de su padre, creía que fue la causante del divorcio. A partir de los últimos episodios de la segunda temporada empieza una nueva relación. En la tercera temporada y al tener un cárcer, analiza su vida, remplanteándose su relación con su exmarido.

- Leo Strange (Devon Bostick): Era el hermano mayor de Erica. Murió al incendiarse el granero de la casa de los padres de Erica. La muerte de Leo supone lo más doloroso ocurrido en la vida de Erica y que es la razón de determinadas cualidades del carácter de Erica. En el último episodio, Erica viaja al pasado y evita la muerte de su hermano. Entonces vuelve al presente y todo su mundo ha cambiado. Leo es un arquitecto con gran éxito, muriendo entonces en un accidente de coche. Así Erica aprende la lección de que no puede jugar a ser Dios e interferir en los hechos de la vida de los demás sólo en la suya.

- Samantha "Sam" Strange-McIntosh (Joanna Douglas): Es la hermana pequeña de Erica, y es médico. La relación con Erica es inestable, en un principio se llevan bien hasta que el día de la boda, Erica le pide a Sam que no se case con Josh, poco antes de empezar la ceremonia. Su relación será nula entre ellas durante varios episodios. En la segunda temporada, decide divorciarse de Josh, lo que hace que mejore su relación con Erica. Empieza una relación sexual con Kai Booker.

- Brent Kennedy (Morgan Kelly): Es el asistente personal de Julianne. Es un metrosexual, muy buen cuidado. Empieza siendo amigo de Erica, y le ayuda a mejorar su trato con Julianne. En la segunda temporada, informa al superior de Julianne de las malas decisiones que está tomanda su jefa, lo que lleva a que se estropeé su relación con Erica, y convertirse en el antagonista de esta. Es ascencido cuando son despedidas Erica y Julianne.

- Lenin Crosby (Brandon Jay Mclaren): Temporada 3. Lenin es un joven, que trabaja de mozo de mantenimiento en el hospital de Sam, de donde es despedido al iniciar una relación con esta. Lenin es un espíritu libre y le encanta la aventura, durando poco tiempo viviendo en un lugar.

- Dave (Bill Turnbull): Temporada 2. Es el jefe de Kai en la temporada 2 en Goblins. En la tercera temporada compra la cafetería con su novio Iván. Es un apasionado de sus amigos, dispuesto a dejarse el cuello por ellos. Le alquila a Erica y Julianne, la parte trasera del local para usarla como oficina.

- Iván (Michael Northey): Temporada 3. Es la pareja de Dave y socio de Goblins. Es el encargo de l administración del negocio. Es corpulento como un oso con tatuajes, pero de un carácter más cómico. Siente una cierta atracción sobre Julianne.

### Personajes anteriores
- Ethan Wakefield (Tyron Leitso): Temporada 1 - Temporada 2 y Temporada 4. Es el mejor amigo de Erica desde la universidad. Es un maestro de primaria. Ethan se convierte en vecino de Erica, cuando después de que su mujer Claire, le fuera infiel, yéndose de su vivienda común en Montreal. A mediados de la primera temporada empieza a tener una atracción correspondida con Erica, por lo que empiezan un relación, sin embargo en el último episodio de la segunda temporada, Erica decide acabar con la relación, por sus diferencias irreconciliables en diferentes aspectos de relación que surge durante la temporada.

- Kai Booker (Sebastian Pigott): Temporada 2 y Temporada 4. Trabaja en la cafetería Goblin, la cual frecuenta. Se presentó en la segunda temporada y hace la misma terapia que Erica pero con el Dr. Fred. El vive en el futuro, diez años después y es el vocalista de un grupo, pero al volver al pasado en una sesión en la época presente en la vida de Erica, decide no salir de allí. También es un interés sentimental de Erica . Al acabar la segunda temporada acaba la sesión y regresa al futuro, aunque tiene varias apariciones posteriores en la cuarta temporada.

## Lista de capítulos

### Primera temporada
| N.º  | N.º T | Título en español            | Título en inglés         | Emisión en Canadá     |
| ---- | ----- | ---------------------------- | ------------------------ | --------------------- |
| 1x01 | 1     | Dr. Tom                      | Dr. Tom                  | 5 de enero de 2009    |
| 1x02 | 2     | Soy lo que soy               | What I am is what I am   | 12 de enero de 2009   |
| 1x03 | 3     | Abundancia de peces          | Plenty of fish           | 19 de enero de 2009   |
| 1x04 | 4     | La nueva sorpresa            | The secret of now        | 26 de enero de 2009   |
| 1x05 | 5     | Adultescencia                | Adultescence             | 2 de febrero de 2009  |
| 1x06 | 6     | Hasta la muerte              | Til death                | 11 de febrero de 2009 |
| 1x07 | 7     | Aquel día perfecto           | Such a perfect day       | 18 de febrero de 2009 |
| 1x08 | 8     | Esto es un verso             | This be the verse        | 25 de febrero de 2009 |
| 1x09 | 9     | Todo lo que ella quiere      | Everything she wanted    | 4 de marzo de 2009    |
| 1x10 | 10    | Mi casa, su casa             | Mi casa, su casa Loma    | 11 de marzo de 2009   |
| 1x11 | 11    | Ella perdió el control       | She's lost control       | 18 de marzo de 2009   |
| 1x12 | 12    | Erica la asesina de vampiros | Erica the vampire slayer | 25 de marzo de 2009   |
| 1x13 | 13    | Leo                          | Leo                      | 1 de abril de 2009    |

### Segunda temporada
| N.º  | NºT | Título en español                 | Título en inglés                          | Emisión en Canadá        |
| ---- | --- | --------------------------------- | ----------------------------------------- | ------------------------ |
| 2x01 | 14  | Siendo Doctor Tom                 | Being Dr.Tom                              | 22 de septiembre de 2009 |
| 2x02 | 15  | Batalla real                      | Battle royale                             | 29 de septiembre de 2009 |
| 2x03 | 16  | Mamma mia                         | Mama mia                                  | 6 de octubre de 2009     |
| 2x04 | 17  | Revolución cultural               | Cultural revolution                       | 13 de octubre de 2009    |
| 2x05 | 18  | Si podemos                        | Yes we can                                | 20 de octubre de 2009    |
| 2x06 | 19  | No lo digas                       | Shhh... Don't tell                        | 27 de octubre de 2009    |
| 2x07 | 20  | El corte más cruel                | The unkindest cut                         | 3 de noviembre de 2009   |
| 2x08 | 21  | Bajo mi pulgar                    | Under my thumb                            | 10 de noviembre de 2009  |
| 2x09 | 22  | Un río de la vida... Being Egipto | A river runs through it... It Being Egypt | 17 de noviembre de 2009  |
| 2x10 | 23  | Papa ¿me oyes?                    | Papa can you hear me?                     | 24 de noviembre de 2009  |
| 2x11 | 24  | Lo que sube tiene que bajar       | What goes up must come down               | 1 de diciembre de 2009   |
| 2x12 | 25  | La importancia de ser Erica       | The importance of Being Erica             | 8 de diciembre de 2009   |

### Tercera temporada
| N.º  | N.º T | Título original         | Emisión en Canadá        |
| ---- | ----- | ----------------------- | ------------------------ |
| 3x01 | 26    | The Rabbit Hole         | 21 de septiembre de 2010 |
| 3x02 | 27    | Moving on up            | 28 de septiembre de 2010 |
| 3x03 | 28    | Two wrongs              | 5 de octubre de 2010     |
| 3x04 | 29    | Wash, rinse, repeat     | 12 de octubre de 2010    |
| 3x05 | 30    | Being Adam              | 20 de octubre de 2010    |
| 3x06 | 31    | Bear breasts            | 27 de octubre de 2010    |
| 3x07 | 32    | Jenny from the block    | 3 de noviembre de 2010   |
| 3x08 | 33    | Physician, heal thyself | 10 de noviembre de 2010  |
| 3x09 | 34    | "gettin" wiggy wit      | 17 de noviembre de 2010  |
| 3x10 | 35    | The tribe has spoken    | 24 de noviembre de 2010  |
| 3x11 | 36    | Adam's family           | 1 de diciembre de 2010   |
| 3x12 | 37    | Erica, interrupted      | 8 de diciembre de 2010   |
| 3x13 | 38    | Fa la Erica             | 15 de diciembre de 2010  |

### Cuarta temporada
| N.º  | N.º T | Título original                  | Emisión en Canadá        |
| ---- | ----- | -------------------------------- | ------------------------ |
| 4x01 | 39    | Doctor Who?                      | 26 de septiembre de 2011 |
| 4x02 | 40    | Osso Barko                       | 3 de octubre de 2011     |
| 4x03 | 41    | Baby Mama                        | 10 de octubre de 2011    |
| 4x04 | 42    | Born This Way                    | 17 de octubre de 2011    |
| 4x05 | 43    | Sins of the Father               | 24 de octubre de 2011    |
| 4x06 | 44    | If I Could Turn Back Time        | 31 de octubre de 2011    |
| 4x07 | 45    | Being Ethan                      | 7 de noviembre de 2011   |
| 4x08 | 46    | Please, Please, Tell Me Know     | 14 de noviembre de 2011  |
| 4x09 | 47    | Erica's Adventures In Wonderland | 28 de noviembre de 2011  |
| 4x10 | 48    | Purim                            | 5 de diciembre de 2011   |
| 4x11 | 49    | Dr.Erica                         | 12 de diciembre de 2011  |